# Kirsten Marise Davidson
Kirsten Marise Davidson là người giữ danh hiệu Hoa hậu Quốc tế vào năm 1992, khi cuộc thi được tổ chức tại Nagasaki, Nhật Bản..
Cô là người Australia thứ 3 chiến thắng ở cuộc thi uy tín này.
Cả tiền nhiệm và người kế nhiệm cô đều là người Ba Lan.